# خورخي سكلاراندي
خورخي سكلاراندي (بالإسبانية: Jorge Sclarandi)‏ مواليد 13 يناير 1967 في لوماس دي ثامورا، بوينس آيرس، هو ملاكم محترف أرجنتيني معتزل يصنف ضمن فئة الوزن المتوسط.

## المسيرة الاحترافية
من نزالاته:
- خسر أمام ماريانو نتاليو كاريرا بالضربة القاضية (11-09-2004).
- خسر أمام سام سليمان بالضربة الفنية القاضية (07-03-2004).
- خسر أمام داني غرين بالضربة الفنية القاضية (15-03-2003).
- انتصر على خوليو سيزار فاسكيز (09-11-2002).
- خسر أمام روبن ريد بالضربة القاضية (20-10-2001).
- خسر أمام خوليو سيزار فاسكيز (19-02-2000).

## إحصائيات
خاض خلال مسيرته 51 نزالا، فاز في 28 وتعادل في 1 وخسر في 21. فاز بالضربة القاضية في 2 نزالا.

## روابط خارجية
- خورخي سكلاراندي على موقع بوكس ريك (الإنجليزية) (registration required)